# Municipio de Howes
El municipio de Howes (en inglés: Howes Township) es un municipio ubicado en el condado de Cass en el estado estadounidense de Dakota del Norte. En el año 2010 tenía una población de 78 habitantes y una densidad poblacional de 0,84 personas por km².

## Geografía
El municipio de Howes se encuentra ubicado en las coordenadas 46°51′15″N 97°28′57″O / 46.85417, -97.48250. Según la Oficina del Censo de los Estados Unidos, el municipio tiene una superficie total de 92.78 km², de la cual 92,46 km² corresponden a tierra firme y (0,34 %) 0,31 km² es agua.

## Demografía
Según el censo de 2010, había 78 personas residiendo en el municipio de Howes. La densidad de población era de 0,84 hab./km². De los 78 habitantes, el municipio de Howes estaba compuesto por el 100 % blancos. Del total de la población el 0 % eran hispanos o latinos de cualquier raza.